# Komáromi Ressl János
Komáromi Ressl János (néhol Reszl; Komárom, 1924. július 13. - Komárom, 1962. január 3.) író.

## Élete
1935-től a komáromi bencés gimnázium diákja, ahol érettségizett, majd 1947–1950 között közgazdaságtudományt tanult budapesti egyetemen.
Az ifjúsági szövetség főiskolai osztályának magyar tagozatában a Csanda Sándor és Tábi László mellett a vezetőség tagja. Pozsonyi magyar pedagógiai gimnáziumban kezdett tanítani, ahol politikai igazgató (igazgatóhelyettes) lett, de súlyos betegsége miatt hazatért Komáromba. Ágyhoz kötött betegsége ellenére újra megtanult írni, de hosszú szenvedés után szülővárosában elhunyt.

## Művei
- 1960 Vitézlő Johanesz Balogh. Irodalmi Szemle 1960/1
- 1961 Jelszó Komárom. Irodalmi Szemle 1961/2
- 1962 Katonadolog. Irodalmi Szemle 1962/1
- 1971 Ráckerti orgonák[4]
- 2005 Ráckerti orgonák. Dunaszerdahely (cenzúrázatlanul)